# Bogatki (owady)
Bogatki (Buprestoidea) – nadrodzina owadów z rzędu chrząszczy, podrzędu wielożernych i serii (infrarzędu) Elateriformia.
Chrząszcze te mają silnie zesklerotyzowane, często metalicznie ubarwione ciało. Larwy żerują głównie we wnętrzu roślin, zarówno drzew i krzewów jak i roślin zielnych. Spotyka się tu ksylofagi jak i gatunki minujące. Dorosłe odżywiają się kwiatami lub liśćmi.
Buprestoidea należą do serii (infrarzędu) Elateriformia w obrębie którego najbliżej spokrewnione są z Dascilloidea lub Byrrhoidea.
Do nadrodziny tej należała początkowo tylko jedna rodzina, ale w 1991 roku Nelson i Bellamy wynieśli do rangi osobnej rodziny podrodzinę Schizopodinae. Jej pozycję podtrzymała praca P. Boucharda i innych z 2011 roku. Badania molekularne przeprowadzone przez Evans i współpracowników w 2014 roku silnie wspierają monofiletyzm Buprestoidea jak i pozycję siostrzaną obu należących doń rodzin, czyli:
- Buprestidae Leach, 1815 – bogatkowate
- Schizopodidae LeConte, 1861